# Jean Pelletier (journaliste)
Pour les articles homonymes, voir Jean Pelletier et Pelletier.
Jean Pelletier est un journaliste et animateur de radio québécois né en 1948. Il a travaillé pour plusieurs médias lors sa carrière, notamment à Radio-Canada et à Cogeco Média. Il est principalement connu pour sa carrière à la radio et pour ses commentaires politiques. Jean Pelletier s'est également impliqué dans diverses organisations et projets communautaires. Il est reconnu pour son engagement pour la francophonie et a remporté plusieurs prix et distinctions pour son travail en journalisme.

## Biographie
Jean Pelletier est le fils de Gérard Pelletier (journaliste), lui-même journaliste. Correspondant de La Presse (Montréal) à Washington (district de Columbia), il a dévoilé l'histoire des diplomates américains réfugiés à l'ambassade canadienne à Téhéran lors de la Crise des otages américains en Iran et raconta l'histoire dans un livre, Évadés d'Iran. 
Passé à la Société Radio-Canada, il devient rédacteur en chef des émissions d'affaires publiques Le Téléjournal et Le Point, directeur des nouvelles, puis directeur des affaires publiques. 
En 2017, la Fondation pour le journalisme canadien lui décerne le prix "couronnement de carrière".
Il prend sa retraite en 2018,.